# Одайник, Вадим Иванович
Вади́м Ива́нович Ода́йник (29 июля 1925, Одесса — 21 декабря 1984, Киев) — украинский советский художник. Народный художник Украинской ССР (1978). Лауреат Государственной премии УССР им. Т. Шевченко (1975).
Вадим Одайник принадлежит к поколению живописцев, работавших в период так называемой «оттепели» в период со второй половины 50-х до конца 70-х годов.

## Биография
Вадим Иванович родился 29 июля 1925 года в Одессе. В пятилетнем возрасте переехал с родителями в Киев. Во время Великой Отечественной войны в 17-летнем возрасте ушел на фронт и был механиком танка в 4-й танковой армии.
В 1946 году окончил Киевский художественный институт (был учеником И. Штильмана, С. Григорьева, В. Костецкого, К. Елевы).
Член Союза художников с 1958.
Фраза Вадима Одайника: «Жена — моя первая любовь, а Карпаты — вторая» стала «крылатой». Каждая весна и осень среди закарпатской природы дарила художнику материал, который потом, в киевской мастерской, перевоплощался в пейзажи: «Зима в Карпатах», «Синий Псёл», «Дождь в Карпатах», «На лугу», «Сенокос», «Праздник в горах», «Мосток. Карпаты», «Дорога на Косив», «Черная Тиса», и большого количества вариаций под общим названием «Карпаты».
В 1971 году Одайнику присваивают звание Заслуженного художника УССР. Государственная премия Украинской ССР им. Т.Шевченко (1975), за жанровые картины «Троистые музыки», «Красная кузница», «Весна», «Гуцульская свадьба».
За работу «Троистые музыки» ему присуждают звание народного художника.
Много картин художника посвящены работе советских рабочих. "На строительстве Киевской ГЭС-2" - композиция, построенная на больших, ритмических соотношениях. Восторг от большого строительства заметен в работах 60-х годов: "Бригада", "Монтажники", "Строители". Художник монументализует образы и придаёт им героическое звучание.
Некоторую внутреннюю близость к impression можно заметить уже в его пейзажах и натюрмортах 60-х годов, и все же настоящий расцвет наступил в жанровых картинах следующего десятилетия: в «Карпатских музыкантах», «Сельском ярмарке», «Свадьбе». В закарпатских пейзажах «Осень», «Синий Псьол», и написанном во время отдыха в поселке Вилково весеннем пейзаже «Весна в Вилково» (эта работа представлена в «The Chambers Gallery» Англия), яркие и открытые, акцентированно «открытые» цвета, становятся главной доминантой произведения.
21 декабря 1984 года живописца не стало.

## Семья
- Жена — Зоя Александровна Одайник-Самойленко (1924—2002), художник — живописец.
- Сын — Сергей Вадимович Одайник (1949), художник — живописец.
- Дочь — Оксана Вадимовна Одайник (1953), художник — живописец.
- Внучка — Екатерина Михайловна Двоеглазова (1975), художник — живописец.
- Внучка — Дарья Сергеевна Одайник (1975), художник — живописец.

## Избранные работы
Работы художника находятся в известных галереях таких, как: Третьяковская галерея, The Matue и The Chambers Gallery (Англия), «Геккосо» (Япония) и пр.
- «Жнива» (1949)
- «Тарасовы пути» (1961)
- «Монтажники» (1964)
- «Карловы Вары» (1964)
- «Испания» (1965)
- «Чертополох»
- «Тихий вечер»
- «Молодицы» (1970)
- «Гуцульский натюрморт» (1971)
- «Красная кузница» (1972) Национальный художественный музей Украины.
- «Троистые музыки» (1972)
- «Филатова. Снег идет»
- «Зима в Карпатах» (1972)
- «За каждую пядь родной земли» (1977—1978)
- «Ламонга. Испания» (1980)
- «Молодой сад» (1983)
- «Земляне» (1984)
- «Девятое мая» (1984)

## Выставки
Проводил международные выставки в Польше, Японии, Югославии, Австрии.